# Ex Ponto
Ex Ponto je knjiga stihova u lirskoj prozi koju je napisao Ivo Andrić 1918. godine. Naziv ovog dela inspirisan je nazivom zbirke pesama „Epistulae ex Ponto“ latinskog pesnika Ovidija, u kojima on peva svoje patnje i utiske iz prognanstva u Pontu na obali Crnog mora gde je proteran od strane Oktavijana Avgusta.
U ovom ranom Andrićevom delu, nazvanom „razgovorom s dušom“ (Niko Bartulović), stilizovano je lično iskustvo u nastojanju da mu se, u lirskoj sentenci, pridoda značenje filozofsko-poetske istine, a da pritom zadrži fabulativno-narativnu osnovu, na osnovu koje bi se mogla rekonstruisati stanja jednog zatočenika.
Ova knjiga pesama u prozi razvrstana je u tri ciklusa: prvi ima 26, drugi 25, a treći 88 tekstova, uz završni „Epilog“.
U strasnom lirskom monologu, pesnik se obračunava sa sobom, pokušava da u tamničkim bdenjima razreši unutrašnju dramu i oslobodi se traume izazvane utamničenjem. Nepravedan pad iza rešetaka u drugi, surov i mučan svet, gde je žrtva „na suvom ukletom sprudu“, dovodi pesnika u stanje da postavlja važna egzistencijalna pitanja i grozničavo razmišlja o svetu i mestu pojedinca u njegovim tragičnim okvirima.
U početku pisanja ga prate motivi usamljenosti, strepnje i melanholije. Zatočenost njegovih misli i obuzetost samoćom ga prate tokom celog dela. Osnovni motivi pisanja ovog dela su bili samoća i nemir, a zbog boravka u ćeliji i u izgnanstvu biva nemoćan da piše i jedini trenuci svetlosti su mu trenuci inspiracija koja ga pogađa kao bljesak. Sama poenta dela se nalazi u epilogu kada mladić razočaran životom ipak odluči da živi jer je život kratkotrajan.

## Spoljašnje veze
- Lektire.rs Ex Ponto
- EX PONTO - IVO ANDRIĆ